# Le Crêt
Le Crêt (Le Krè en patois fribourgeois) est une localité et une ancienne commune suisse du canton de Fribourg, située dans le district de la Veveyse.

## Histoire
L'ancienne commune du Crêt est située sur la route Lausanne-Bulle, elle comprenait le village du Crêt ainsi que plusieurs hameaux, dont Montborget et Bremudens, et des habitations dispersées. Les seigneurs de Rue, d'Oron et de Gruyères eurent successivement des biens et des droits au Crêt qui passa à Fribourg en 1555. Le village fut rattaché au bailliage de Rue jusqu'en 1798, puis au district de ce nom jusqu'en 1848.
Le Crêt faisait partie de la paroisse de Saint-Martin jusqu'à son érection en paroisse en 1665-1670. La paroisse du Crêt comprend Grattavache, séparé de la paroisse de Saint-Martin, et Les Ecasseys, séparé de celle de Vuisternens-devant-Romont. Une école est mentionnée dès 1716, elle bénéficia d'un don de la fondation André-Joseph Rossier. Le Crêt est demeuré un village agricole (plus de la moitié des emplois en 2000) et artisanal. La tourbe fut exploitée pendant les deux guerres mondiales.
Le 1er janvier 2004, Le Crêt fusionne avec ses voisines de Grattavache et Progens pour former la commune de La Verrerie.

## Patrimoine bâti
La chapelle Saint-Loup (consacrée en 1663) a été remplacée par une nouvelle église en 1889. Elle est inscrite aux biens culturels d'importance nationale dans le canton de Fribourg.

## Démographie
Le Crêt comptait 409 habitants en 1850, 487 en 1888, 473 en 1900, 475 en 1950, 353 en 1980, 392 en 2000.